# Cerura bratteata
Cerura bratteata är en fjärilsart som beskrevs av Max Wilhelm Karl Draudt 1930. Cerura bratteata ingår i släktet Cerura och familjen tandspinnare. Inga underarter finns listade i Catalogue of Life.